# Thomas Southorn

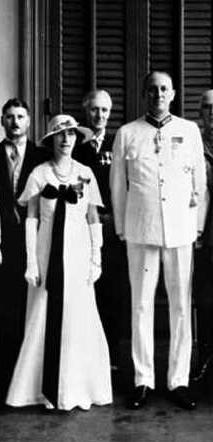
Thomas Southorn (rechts) mit Ehefrau

Sir Wilfrid Thomas Southorn KCMG, KBE (chinesisch 修頓 / 修顿; * 4. August 1879; † 15. März 1957) war ein britischer Kolonialbeamter, der den Britischen Monarchen in den britischen Kolonien Hongkong und Gambia repräsentierte.

## Leben
Wilfrid Thomas Southorn besuchte die Warwick School und das Corpus Christi College der University of Oxford.
Er diente in den Jahren 1903 bis 1926 in der Kolonialverwaltung von Ceylon. In seiner Laufbahn stieg er auf bis zum Schatzmeister der Kolonie und Hafenmeister. Anschließend wurde er zum Kolonialsekretär in Hongkong ernannt, wo er in den Jahren 1926 bis 1932 tätig war. In dieser Zeit war er dreimal als stellvertretender Gouverneur eingesetzt.
Seinen ersten und einzigen Posten als Gouverneur erhielt er am 22. Oktober 1936 in Gambia. Er hatte diesen bis zum 23. März 1942 inne; anschließend war er bis 1946 Verbindungsoffizier der Kolonialbehörde. Sämtliche Pläne Southorns, die der Verbesserung der Kolonie und des Protektorats Gambia dienten, standen im Kontext der weltweiten Depression. Nach 1939 wuchs die Wirtschaft Gambias, als Gambia ein wichtiger Stützpunkt während des Zweiten Weltkrieges war. Die Lage zwischen den Jahren 1940 und 1942 war besonders angespannt, da die umgebende französische Kolonie Senegal vom Vichy-Regime kontrolliert wurde.
Southorn war mit Lady Bella Sidney Southorn verheiratet, der Schwester von Leonard Woolf und Schwägerin der bekannten Novellistin Virginia Woolf. Bella Southorn schrieb (auch unter dem Namen Bella Sidney Woolf) selbst eine Vielzahl von Büchern und Artikeln über Gambia. 1952 veröffentlichte sie unter anderem das Werk The Gambia: The story of the Groundnut colony. Southorn starb am 15. März 1957.
Der Southorn Playground in Wan Chai, Hongkong ist nach ihm benannt.